# Pollam
Das Pollam war eine indische Masseneinheit (Gewichtsmaß) und in den verschiedenen Regionen unterschiedlich.
- Anjengo, heute Anchuthengu: 1 Pollam = 5 3/5 Lot (1 Lot Preußen = 16,66 Gramm)
- Calicut, heute Kozhikode: 1 Pollam = 7 Lot
- Madras, heute Chennai: 1 Pollam =10 Pagoden = 1/8 Seer/Sihr = 2 1/8 Lot = 35,4 Gramm[1]
- Seringapatnam, heute Shrirangapattana: 1 Pollam = 2 1/16 Lot